# Protaetia hamidi
Protaetia hamidi är en skalbaggsart som beskrevs av Jakl 2008. Protaetia hamidi ingår i släktet Protaetia och familjen Cetoniidae. Inga underarter finns listade i Catalogue of Life.